# Étoile de Bessèges-Tour du Gard 2022
L'Étoile de Bessèges 2022 est la 52e édition de cette course cycliste masculine. Elle se déroule dans le Gard, en France entre le 2 et le 6 février 2022 entre Bellegarde et Alès sur un parcours de 628,76 kilomètres et fait partie du calendrier UCI Europe Tour 2022 en catégorie 2.1. Elle a été remportée par le Français Benjamin Thomas de l'équipe Cofidis.
C'est la première édition de l'épreuve dont le parcours n'a pas été dessiné par Roland Fangille, président-créateur de l’Étoile de Bessèges décédé en novembre 2020.

## Présentation

### Parcours
Comme ces dernières années, l’Étoile de Bessèges est tracée sur cinq étapes dont un contre-la-montre. Cette édition est placée sous le signe du renouveau avec quatre arrivées inédites et quatre arrivées en côte.
La première étape traditionnellement disputé autour de Bellegarde. Le tracé de cette première étape est relativement différent des années passée, seul le premier tour est identique avec un passage dans les communes d'Aramon et Beaucaire notamment, la seconde boucle est tracée près de Saint-Gilles autour de l'étang de Scamandre avant de revenir sur Bellegarde et disputer une dernière boucle vers Fourques avant de se disputer la victoire à Bellegarde dans la côte des Ferrières (0,59 km, 9,1 %)  qui remplace la petite côte de la Tour (0,30 km, 11,1 %) qui sera franchit lors de chaque passage sur la ligne d'arrivée. Ce seront sans nul doutes les puncheurs-sprinteurs qui se disputeront la victoire et le premier maillot corail de leader.
La seconde étape sera disputée entre Saint-Christol-lèz-Alès et Rousson. Une première boucle sera disputée près d'Anduze, les coureurs grimperons la côte de Lassale (9 km, 2,2 %) avant de partir vers Rousson et disputer une dernière boucle avec la côte du Pradel (6,3 km, 4,4 %) suivi du Plateau du Castellas  (1,5 km, 6,6 %) juge de paix et arrivée de cette étape. Les baroudeurs et les puncheurs devraient être à l'honneur.
La troisième étape sera traditionnellement disputée autour de Bessèges la première partie de l'étape sera très vallonnée avec la côte de Dieusses (5 km, 4,4 %) et le col de Portes (6,6 km, 3,8 %) à gravir. Le reste de l'étape sera ponctuée de quelques difficultés dont la côte de Tharaux (4,45 km, 4,2 %). Pour le peloton ou les échappées, la victoire devraient se jouer dans les cols de Brousses (4,3 km, 4 %) et de Trélis (3,50 km, 6 %) où les puncheurs et les grimpeurs tenteront de s'extirper.
La quatrième étape est la principale attraction de cette édition. Le départ sera donné de Saint-Hilaire-de-Brethmas. Les coureurs vivront une étape plutôt tranquille avec un parcours assez peu difficile dans le pays d'Uzès avant de remonter vers Alès et gravir le mont Bouquet (4,6, 9 %) qui avait déjà été gravit lors de l'édition de 2020 et qui est de retour, au sommet de cette difficulté idéal pour les grimpeurs et puncheurs pourrait figer le classement général.
La dernière étape est un contre-la-montre disputé comme chaque année dans la ville d'Alès, malgré un petit changement pour le départ le tercé ne change pas et les coureurs longeront le Gardon avant d'attaquer la côte de l'Ermitage (2,2 km, 5,5 %), la dernière occasion à certain de renverser le classement général sur ces un peu plus de 10 kilomètres de chrono.

### Équipes
Classé en catégorie 2.1 de l'UCI Europe Tour, la course est par conséquent ouverte aux WorldTeams dans la limite de 50  % des équipes participantes, aux ProTeams, aux équipes continentales et aux équipes nationales.
| WorldTeams (9)- AG2R Citroën Team - Groupama-FDJ - Cofidis - UAE Team Emirates - Ineos Grenadiers - Israel-Premier Tech - Trek-Segafredo - Intermarché-Wanty-Gobert Matériaux - EF Education-EasyPost ProTeams (9)- B&B Hotels-KTM - Alpecin-Fenix - Arkéa-Samsic - TotalEnergies - Sport Vlaanderen-Baloise - Uno-X Pro Cycling Team - Bardiani CSF Faizanè - Equipo Kern Pharma - Bingoal Pauwels Sauces WB Équipes continentales (3)- Saint Michel-Auber 93 - Go Sport-Roubaix Lille Métropole - UC Nantes Atlantique |
| |

### Principaux coureurs présents
L'année passée, l’Étoile de Bessèges avait été privilégié par des coureurs de renommés en raison de l'annulation de nombreuses courses par étapes en Espagne et en Amérique Latine notamment. Cette année, malgré l'annulation de quelques courses l’Étoile de Bessèges aura encore du beau monde sur la ligne de départ à Bellegarde. Même si le parcours ne leur est pas très favorable, les sprinteurs ont fait le déplacement, présents l'an passé, Pascal Ackermann (UAE-TEam Emirates) et Mads Pedersen (Trek-Segafredo) seront de retour. On note aussi la présence de Hugo Hofstetter (Arkéa-Samsic) et Bryan Coquard (Cofidis) côté français.
Du côté du classement général et pour les étapes vallonnées, les habitués sont de nouveau présent comme Lilian Calmejane (AG2R Citroën) qui avait remporter l'édition 2017, ou encore Alexys Brunel (UAE-Team Emirates) qui avait terminé sur le podium en 2020. Quant à Magnus Cort Nielsen, Alberto Bettiol (EF Education-EasyPost), Bruno Armirail (Groupama-FDJ), Pierre Latour (Team TotalEnergies) ou encore Bauke Mollema (Trek Segafredo) auront à cœur de s’adjuger la course à leur palmarès.
Enfin, c'est l'équipe INEOS Grenadiers qui fait honneur à l'épreuve Gardoise, présente pour la seconde année consécutive, l'équipe Britannique amène du beau monde avec le vainqueur du Giro 2019, Richard Carapaz et Filippo Ganna l'actuel champion du monde de contre-la-montre qui s'était adjugé deux étapes l'an passé.
Thibaut Pinot (Groupama-FDJ) un temps annoncé au départ pourrait être de la partie à moins de "privilégier du temps d'entraînement en stage", sa participation est finalement officialisée après un stage à Tenerife concluant.

### Diffusion
C'est la chaîne l’Équipe qui diffuse en direct l'édition 2022 de l’Étoile de Bessèges comme ses dernières années sur le canal 21 de la TNT.

## Étapes
| Étape     | Date   | Villes étapes                            | type                        | Distance (km) | Dénivelé (m) | Vainqueur d'étape  | Leader du classement général |
| --------- | ------ | ---------------------------------------- | --------------------------- | ------------- | ------------ | ------------------ | ---------------------------- |
| 1re étape | 2 fév. | Bellegarde – Bellegarde                  | étape de plaine             | 160,86        | 538 m        | Mads Pedersen      | Mads Pedersen                |
| 2e étape  | 3 fév. | Saint-Christol-lez-Alès – Rousson        | étape vallonnée             | 156,21        | 1 702 m      | Bryan Coquard      | Mads Pedersen                |
| 3e étape  | 4 fév. | Bessèges – Bessèges                      | étape vallonnée             | 155,65        | 2 051 m      | Benjamin Thomas    | Benjamin Thomas              |
| 4e étape  | 5 fév. | Saint-Hilaire-de-Brethmas – mont Bouquet | étape vallonnée             | 145,41        | 1 817 m      | Tobias Johannessen | Benjamin Thomas              |
| 5e étape  | 6 fév. | Alès – Alès                              | contre-la-montre individuel | 10,63         | 171 m        | Filippo Ganna      | Benjamin Thomas              |

## Déroulement de la course

### 1reétape
| \| Classement de l'étape \| Classement de l'étape \| Classement de l'étape \| Classement de l'étape \| Classement de l'étape \| \| Coureur \| Coureur \| Pays \| Équipe \| Temps \| \| --------------------- \| --------------------- \| --------------------- \| --------------------- \| --------------------- \| \| 1er \| Mads Pedersen \| Danemark \| Trek-Segafredo \| 3 h 32 min 47 s \| \| 2e \| Hugo Hofstetter \| France \| Arkéa-Samsic \| + 1 s \| \| 3e \| Edvald Boasson Hagen \| Norvège \| TotalEnergies \| + 1 s \| \| 4e \| Alberto Bettiol \| Italie \| EF Education-EasyPost \| + 1 s \| \| 5e \| Mathieu Burgaudeau \| France \| TotalEnergies \| + 1 s \| \| 6e \| Christopher Lawless \| Royaume-Uni \| TotalEnergies \| + 4 s \| \| 7e \| Filippo Ganna \| Italie \| Ineos Grenadiers \| + 7 s \| \| 8e \| Benjamin Thomas \| France \| Cofidis \| + 7 s \| \| 9e \| Greg Van Avermaet \| Belgique \| AG2R Citroën Team \| + 7 s \| \| 10e \| Toms Skujiņš \| Lettonie \| Trek-Segafredo \| + 11 s \| |                      |             |                       |                 |
| |                      |             |                       |                 |
| Source : ProCyclingStats |                      |             |                       |                 |
| Classement de l'étape |                      |             |                       |                 |
| Coureur | Coureur              | Pays        | Équipe                | Temps           |
| 1er | Mads Pedersen        | Danemark    | Trek-Segafredo        | 3 h 32 min 47 s |
| 2e | Hugo Hofstetter      | France      | Arkéa-Samsic          | + 1 s           |
| 3e | Edvald Boasson Hagen | Norvège     | TotalEnergies         | + 1 s           |
| 4e | Alberto Bettiol      | Italie      | EF Education-EasyPost | + 1 s           |
| 5e | Mathieu Burgaudeau   | France      | TotalEnergies         | + 1 s           |
| 6e | Christopher Lawless  | Royaume-Uni | TotalEnergies         | + 4 s           |
| 7e | Filippo Ganna        | Italie      | Ineos Grenadiers      | + 7 s           |
| 8e | Benjamin Thomas      | France      | Cofidis               | + 7 s           |
| 9e | Greg Van Avermaet    | Belgique    | AG2R Citroën Team     | + 7 s           |
| 10e | Toms Skujiņš         | Lettonie    | Trek-Segafredo        | + 11 s          |

| \| Classement général \| Classement général \| Classement général \| Classement général \| Classement général \| \| Coureur \| Coureur \| Pays \| Équipe \| Temps \| \| ------------------ \| -------------------- \| ------------------ \| --------------------- \| ------------------ \| \| 1er \| Mads Pedersen \| Danemark \| Trek-Segafredo \| 3 h 32 min 37 s \| \| 2e \| Hugo Hofstetter \| France \| Arkéa-Samsic \| + 5 s \| \| 3e \| Edvald Boasson Hagen \| Norvège \| TotalEnergies \| + 7 s \| \| 4e \| Alberto Bettiol \| Italie \| EF Education-EasyPost \| + 11 s \| \| 5e \| Mathieu Burgaudeau \| France \| TotalEnergies \| + 11 s \| \| 6e \| Christopher Lawless \| Royaume-Uni \| TotalEnergies \| + 14 s \| \| 7e \| Filippo Ganna \| Italie \| Ineos Grenadiers \| + 17 s \| \| 8e \| Benjamin Thomas \| France \| Cofidis \| + 17 s \| \| 9e \| Greg Van Avermaet \| Belgique \| AG2R Citroën Team \| + 17 s \| \| 10e \| Toms Skujiņš \| Lettonie \| Trek-Segafredo \| + 21 s \| |                      |             |                       |                 |
| |                      |             |                       |                 |
| Source : ProCyclingStats |                      |             |                       |                 |
| Classement général |                      |             |                       |                 |
| Coureur | Coureur              | Pays        | Équipe                | Temps           |
| 1er | Mads Pedersen        | Danemark    | Trek-Segafredo        | 3 h 32 min 37 s |
| 2e | Hugo Hofstetter      | France      | Arkéa-Samsic          | + 5 s           |
| 3e | Edvald Boasson Hagen | Norvège     | TotalEnergies         | + 7 s           |
| 4e | Alberto Bettiol      | Italie      | EF Education-EasyPost | + 11 s          |
| 5e | Mathieu Burgaudeau   | France      | TotalEnergies         | + 11 s          |
| 6e | Christopher Lawless  | Royaume-Uni | TotalEnergies         | + 14 s          |
| 7e | Filippo Ganna        | Italie      | Ineos Grenadiers      | + 17 s          |
| 8e | Benjamin Thomas      | France      | Cofidis               | + 17 s          |
| 9e | Greg Van Avermaet    | Belgique    | AG2R Citroën Team     | + 17 s          |
| 10e | Toms Skujiņš         | Lettonie    | Trek-Segafredo        | + 21 s          |

### 2eétape
| \| Classement de l'étape \| Classement de l'étape \| Classement de l'étape \| Classement de l'étape \| Classement de l'étape \| \| Coureur \| Coureur \| Pays \| Équipe \| Temps \| \| --------------------- \| --------------------- \| --------------------- \| ------------------------- \| --------------------- \| \| 1er \| Bryan Coquard \| France \| Cofidis \| 3 h 41 min 46 s \| \| 2e \| Mads Pedersen \| Danemark \| Trek-Segafredo \| + 0 s \| \| 3e \| Tobias Johannessen \| Norvège \| Uno-X Pro Cycling Team \| + 0 s \| \| 4e \| Mathieu Burgaudeau \| France \| TotalEnergies \| + 0 s \| \| 5e \| Alberto Bettiol \| Italie \| EF Education-EasyPost \| + 4 s \| \| 6e \| Benjamin Thomas \| France \| Cofidis \| + 6 s \| \| 7e \| Connor Swift \| Royaume-Uni \| Arkéa-Samsic \| + 6 s \| \| 8e \| Milan Menten \| Belgique \| Bingoal Pauwels Sauces WB \| + 6 s \| \| 9e \| Clément Champoussin \| France \| AG2R Citroën Team \| + 6 s \| \| 10e \| Pierre Latour \| France \| TotalEnergies \| + 6 s \| |                     |             |                           |                 |
| |                     |             |                           |                 |
| Source : ProCyclingStats |                     |             |                           |                 |
| Classement de l'étape |                     |             |                           |                 |
| Coureur | Coureur             | Pays        | Équipe                    | Temps           |
| 1er | Bryan Coquard       | France      | Cofidis                   | 3 h 41 min 46 s |
| 2e | Mads Pedersen       | Danemark    | Trek-Segafredo            | + 0 s           |
| 3e | Tobias Johannessen  | Norvège     | Uno-X Pro Cycling Team    | + 0 s           |
| 4e | Mathieu Burgaudeau  | France      | TotalEnergies             | + 0 s           |
| 5e | Alberto Bettiol     | Italie      | EF Education-EasyPost     | + 4 s           |
| 6e | Benjamin Thomas     | France      | Cofidis                   | + 6 s           |
| 7e | Connor Swift        | Royaume-Uni | Arkéa-Samsic              | + 6 s           |
| 8e | Milan Menten        | Belgique    | Bingoal Pauwels Sauces WB | + 6 s           |
| 9e | Clément Champoussin | France      | AG2R Citroën Team         | + 6 s           |
| 10e | Pierre Latour       | France      | TotalEnergies             | + 6 s           |

| \| Classement général \| Classement général \| Classement général \| Classement général \| Classement général \| \| Coureur \| Coureur \| Pays \| Équipe \| Temps \| \| ------------------ \| -------------------- \| ------------------ \| --------------------- \| ------------------ \| \| 1er \| Mads Pedersen \| Danemark \| Trek-Segafredo \| 7 h 14 min 17 s \| \| 2e \| Mathieu Burgaudeau \| France \| TotalEnergies \| + 17 s \| \| 3e \| Alberto Bettiol \| Italie \| EF Education-EasyPost \| + 21 s \| \| 4e \| Benjamin Thomas \| France \| Cofidis \| + 29 s \| \| 5e \| Connor Swift \| Royaume-Uni \| Arkéa-Samsic \| + 35 s \| \| 6e \| Edvald Boasson Hagen \| Norvège \| TotalEnergies \| + 35 s \| \| 7e \| Pierre Latour \| France \| TotalEnergies \| + 40 s \| \| 8e \| Toms Skujiņš \| Lettonie \| Trek-Segafredo \| + 44 s \| \| 9e \| Bryan Coquard \| France \| Cofidis \| + 47 s \| \| 10e \| Richard Carapaz \| Équateur \| Ineos Grenadiers \| + 51 s \| |                      |             |                       |                 |
| |                      |             |                       |                 |
| Source : ProCyclingStats |                      |             |                       |                 |
| Classement général |                      |             |                       |                 |
| Coureur | Coureur              | Pays        | Équipe                | Temps           |
| 1er | Mads Pedersen        | Danemark    | Trek-Segafredo        | 7 h 14 min 17 s |
| 2e | Mathieu Burgaudeau   | France      | TotalEnergies         | + 17 s          |
| 3e | Alberto Bettiol      | Italie      | EF Education-EasyPost | + 21 s          |
| 4e | Benjamin Thomas      | France      | Cofidis               | + 29 s          |
| 5e | Connor Swift         | Royaume-Uni | Arkéa-Samsic          | + 35 s          |
| 6e | Edvald Boasson Hagen | Norvège     | TotalEnergies         | + 35 s          |
| 7e | Pierre Latour        | France      | TotalEnergies         | + 40 s          |
| 8e | Toms Skujiņš         | Lettonie    | Trek-Segafredo        | + 44 s          |
| 9e | Bryan Coquard        | France      | Cofidis               | + 47 s          |
| 10e | Richard Carapaz      | Équateur    | Ineos Grenadiers      | + 51 s          |

### 3eétape
| \| Classement de l'étape \| Classement de l'étape \| Classement de l'étape \| Classement de l'étape \| Classement de l'étape \| \| Coureur \| Coureur \| Pays \| Équipe \| Temps \| \| --------------------- \| --------------------- \| --------------------- \| ---------------------------------- \| --------------------- \| \| 1er \| Benjamin Thomas \| France \| Cofidis \| 1 h 49 min 31 s \| \| 2e \| Alberto Bettiol \| Italie \| EF Education-EasyPost \| + 9 s \| \| 3e \| Tobias Johannessen \| Norvège \| Uno-X Pro Cycling Team \| + 9 s \| \| 4e \| Rasmus Tiller \| Norvège \| Uno-X Pro Cycling Team \| + 15 s \| \| 5e \| Bryan Coquard \| France \| Cofidis \| + 15 s \| \| 6e \| Edvald Boasson Hagen \| Norvège \| TotalEnergies \| + 15 s \| \| 7e \| Hugo Hofstetter \| France \| Arkéa-Samsic \| + 15 s \| \| 8e \| Clément Champoussin \| France \| AG2R Citroën Team \| + 15 s \| \| 9e \| Diego Ulissi \| Italie \| UAE Team Emirates \| + 15 s \| \| 10e \| Georg Zimmermann \| Allemagne \| Intermarché-Wanty-Gobert Matériaux \| + 15 s \| |                      |           |                                    |                 |
| |                      |           |                                    |                 |
| Source : ProCyclingStats |                      |           |                                    |                 |
| Classement de l'étape |                      |           |                                    |                 |
| Coureur | Coureur              | Pays      | Équipe                             | Temps           |
| 1er | Benjamin Thomas      | France    | Cofidis                            | 1 h 49 min 31 s |
| 2e | Alberto Bettiol      | Italie    | EF Education-EasyPost              | + 9 s           |
| 3e | Tobias Johannessen   | Norvège   | Uno-X Pro Cycling Team             | + 9 s           |
| 4e | Rasmus Tiller        | Norvège   | Uno-X Pro Cycling Team             | + 15 s          |
| 5e | Bryan Coquard        | France    | Cofidis                            | + 15 s          |
| 6e | Edvald Boasson Hagen | Norvège   | TotalEnergies                      | + 15 s          |
| 7e | Hugo Hofstetter      | France    | Arkéa-Samsic                       | + 15 s          |
| 8e | Clément Champoussin  | France    | AG2R Citroën Team                  | + 15 s          |
| 9e | Diego Ulissi         | Italie    | UAE Team Emirates                  | + 15 s          |
| 10e | Georg Zimmermann     | Allemagne | Intermarché-Wanty-Gobert Matériaux | + 15 s          |

| \| Classement général \| Classement général \| Classement général \| Classement général \| Classement général \| \| Coureur \| Coureur \| Pays \| Équipe \| Temps \| \| ------------------ \| -------------------- \| ------------------ \| ---------------------- \| ------------------ \| \| 1er \| Benjamin Thomas \| France \| Cofidis \| 10 h 53 min 05 s \| \| 2e \| Alberto Bettiol \| Italie \| EF Education-EasyPost \| + 7 s \| \| 3e \| Mathieu Burgaudeau \| France \| TotalEnergies \| + 15 s \| \| 4e \| Connor Swift \| Royaume-Uni \| Arkéa-Samsic \| + 31 s \| \| 5e \| Edvald Boasson Hagen \| Norvège \| TotalEnergies \| + 33 s \| \| 6e \| Pierre Latour \| France \| TotalEnergies \| + 36 s \| \| 7e \| Tobias Johannessen \| Norvège \| Uno-X Pro Cycling Team \| + 41 s \| \| 8e \| Toms Skujiņš \| Lettonie \| Trek-Segafredo \| + 42 s \| \| 9e \| Bryan Coquard \| France \| Cofidis \| + 45 s \| \| 10e \| Mads Pedersen \| Danemark \| Trek-Segafredo \| + 51 s \| |                      |             |                        |                  |
| |                      |             |                        |                  |
| Source : ProCyclingStats |                      |             |                        |                  |
| Classement général |                      |             |                        |                  |
| Coureur | Coureur              | Pays        | Équipe                 | Temps            |
| 1er | Benjamin Thomas      | France      | Cofidis                | 10 h 53 min 05 s |
| 2e | Alberto Bettiol      | Italie      | EF Education-EasyPost  | + 7 s            |
| 3e | Mathieu Burgaudeau   | France      | TotalEnergies          | + 15 s           |
| 4e | Connor Swift         | Royaume-Uni | Arkéa-Samsic           | + 31 s           |
| 5e | Edvald Boasson Hagen | Norvège     | TotalEnergies          | + 33 s           |
| 6e | Pierre Latour        | France      | TotalEnergies          | + 36 s           |
| 7e | Tobias Johannessen   | Norvège     | Uno-X Pro Cycling Team | + 41 s           |
| 8e | Toms Skujiņš         | Lettonie    | Trek-Segafredo         | + 42 s           |
| 9e | Bryan Coquard        | France      | Cofidis                | + 45 s           |
| 10e | Mads Pedersen        | Danemark    | Trek-Segafredo         | + 51 s           |

### 4eétape
| \| Classement de l'étape \| Classement de l'étape \| Classement de l'étape \| Classement de l'étape \| Classement de l'étape \| \| Coureur \| Coureur \| Pays \| Équipe \| Temps \| \| --------------------- \| --------------------- \| --------------------- \| ---------------------- \| --------------------- \| \| 1er \| Tobias Johannessen \| Norvège \| Uno-X Pro Cycling Team \| 3 h 30 min 22 s \| \| 2e \| Jay Vine \| Australie \| Alpecin-Fenix \| + 0 s \| \| 3e \| Antonio Tiberi \| Italie \| Trek-Segafredo \| + 0 s \| \| 4e \| Clément Champoussin \| France \| AG2R Citroën Team \| + 0 s \| \| 5e \| Pierre Latour \| France \| TotalEnergies \| + 12 s \| \| 6e \| Diego Ulissi \| Italie \| UAE Team Emirates \| + 20 s \| \| 7e \| Bauke Mollema \| Pays-Bas \| Trek-Segafredo \| + 20 s \| \| 8e \| Alessandro Verre \| Italie \| Arkéa-Samsic \| + 21 s \| \| 9e \| Sébastien Reichenbach \| Suisse \| Groupama-FDJ \| + 21 s \| \| 10e \| Alberto Bettiol \| Italie \| EF Education-EasyPost \| + 23 s \| |                       |           |                        |                 |
| |                       |           |                        |                 |
| Source : ProCyclingStats |                       |           |                        |                 |
| Classement de l'étape |                       |           |                        |                 |
| Coureur | Coureur               | Pays      | Équipe                 | Temps           |
| 1er | Tobias Johannessen    | Norvège   | Uno-X Pro Cycling Team | 3 h 30 min 22 s |
| 2e | Jay Vine              | Australie | Alpecin-Fenix          | + 0 s           |
| 3e | Antonio Tiberi        | Italie    | Trek-Segafredo         | + 0 s           |
| 4e | Clément Champoussin   | France    | AG2R Citroën Team      | + 0 s           |
| 5e | Pierre Latour         | France    | TotalEnergies          | + 12 s          |
| 6e | Diego Ulissi          | Italie    | UAE Team Emirates      | + 20 s          |
| 7e | Bauke Mollema         | Pays-Bas  | Trek-Segafredo         | + 20 s          |
| 8e | Alessandro Verre      | Italie    | Arkéa-Samsic           | + 21 s          |
| 9e | Sébastien Reichenbach | Suisse    | Groupama-FDJ           | + 21 s          |
| 10e | Alberto Bettiol       | Italie    | EF Education-EasyPost  | + 23 s          |

| \| Classement général \| Classement général \| Classement général \| Classement général \| Classement général \| \| Coureur \| Coureur \| Pays \| Équipe \| Temps \| \| ------------------ \| ------------------ \| ------------------ \| ---------------------- \| ------------------ \| \| 1er \| Benjamin Thomas \| France \| Cofidis \| 14 h 23 min 50 s \| \| 2e \| Alberto Bettiol \| Italie \| EF Education-EasyPost \| + 7 s \| \| 3e \| Tobias Johannessen \| Norvège \| Uno-X Pro Cycling Team \| + 8 s \| \| 4e \| Pierre Latour \| France \| TotalEnergies \| + 25 s \| \| 5e \| Mathieu Burgaudeau \| France \| TotalEnergies \| + 26 s \| \| 6e \| Connor Swift \| Royaume-Uni \| Arkéa-Samsic \| + 56 s \| \| 7e \| Diego Ulissi \| Italie \| UAE Team Emirates \| + 56 s \| \| 8e \| Toms Skujiņš \| Lettonie \| Trek-Segafredo \| + 1 min 13 s \| \| 9e \| Thibault Guernalec \| France \| Arkéa-Samsic \| + 1 min 14 s \| \| 10e \| Quentin Pacher \| France \| Groupama-FDJ \| + 1 min 16 s \| |                    |             |                        |                  |
| |                    |             |                        |                  |
| Source : ProCyclingStats |                    |             |                        |                  |
| Classement général |                    |             |                        |                  |
| Coureur | Coureur            | Pays        | Équipe                 | Temps            |
| 1er | Benjamin Thomas    | France      | Cofidis                | 14 h 23 min 50 s |
| 2e | Alberto Bettiol    | Italie      | EF Education-EasyPost  | + 7 s            |
| 3e | Tobias Johannessen | Norvège     | Uno-X Pro Cycling Team | + 8 s            |
| 4e | Pierre Latour      | France      | TotalEnergies          | + 25 s           |
| 5e | Mathieu Burgaudeau | France      | TotalEnergies          | + 26 s           |
| 6e | Connor Swift       | Royaume-Uni | Arkéa-Samsic           | + 56 s           |
| 7e | Diego Ulissi       | Italie      | UAE Team Emirates      | + 56 s           |
| 8e | Toms Skujiņš       | Lettonie    | Trek-Segafredo         | + 1 min 13 s     |
| 9e | Thibault Guernalec | France      | Arkéa-Samsic           | + 1 min 14 s     |
| 10e | Quentin Pacher     | France      | Groupama-FDJ           | + 1 min 16 s     |

### 5eétape

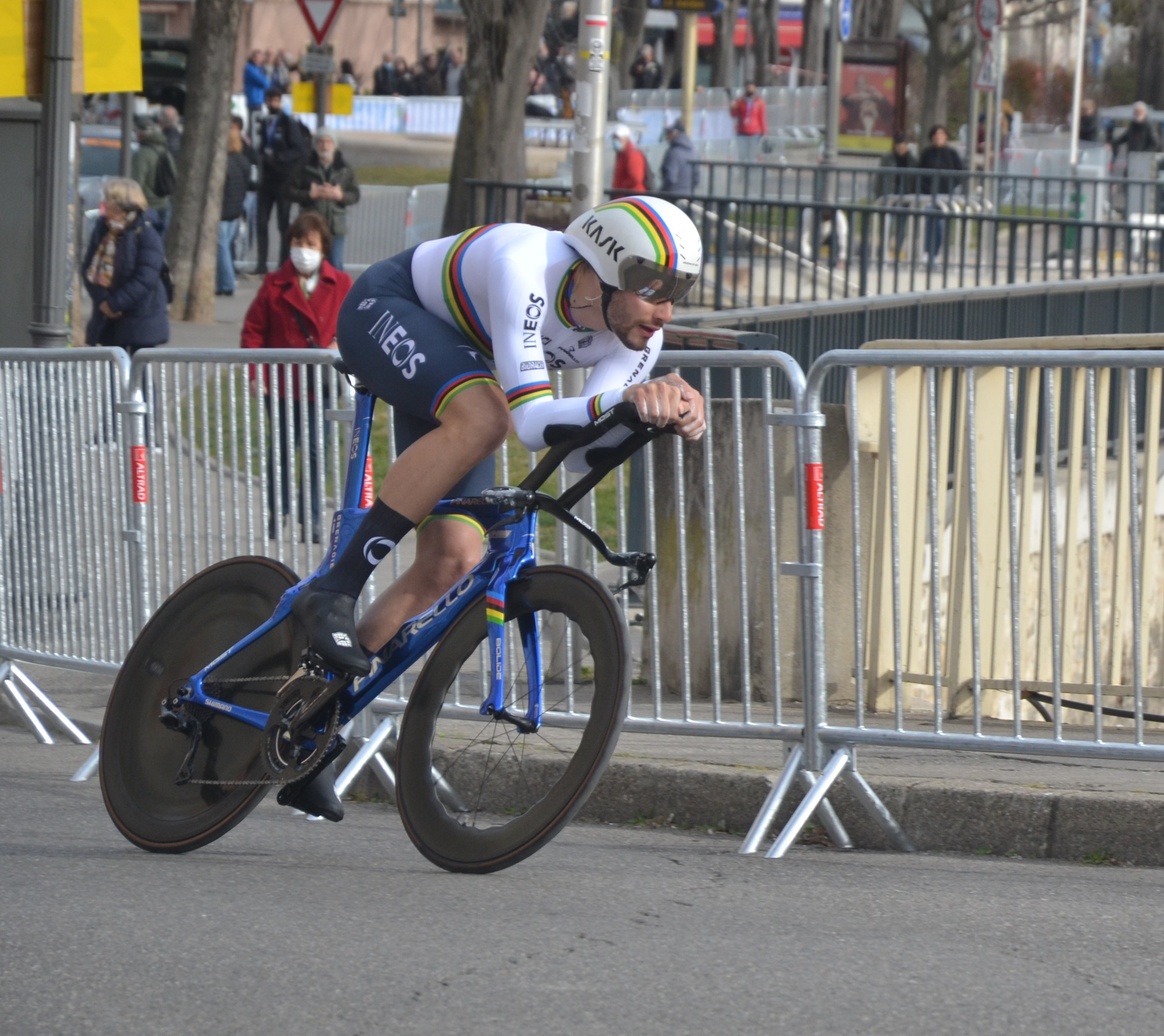
Filippo Ganna vainqueur de l'étape.

| \| Classement de l'étape \| Classement de l'étape \| Classement de l'étape \| Classement de l'étape \| Classement de l'étape \| \| Coureur \| Coureur \| Pays \| Équipe \| Temps \| \| --------------------- \| --------------------- \| --------------------- \| --------------------- \| --------------------- \| \| 1er \| Filippo Ganna \| Italie \| Ineos Grenadiers \| 15 min 32 s \| \| 2e \| Mads Pedersen \| Danemark \| Trek-Segafredo \| + 7 s \| \| 3e \| Benjamin Thomas \| France \| Cofidis \| + 10 s \| \| 4e \| Bauke Mollema \| Pays-Bas \| Trek-Segafredo \| + 11 s \| \| 5e \| Thibault Guernalec \| France \| Arkéa-Samsic \| + 18 s \| \| 6e \| Alberto Bettiol \| Italie \| EF Education-EasyPost \| + 19 s \| \| 7e \| Pierre Latour \| France \| TotalEnergies \| + 19 s \| \| 8e \| Jay Vine \| Australie \| Alpecin-Fenix \| + 22 s \| \| 9e \| Diego Ulissi \| Italie \| UAE Team Emirates \| + 23 s \| \| 10e \| Antonio Tiberi \| Italie \| Trek-Segafredo \| + 23 s \| |                    |           |                       |             |
| |                    |           |                       |             |
| Source : ProCyclingStats |                    |           |                       |             |
| Classement de l'étape |                    |           |                       |             |
| Coureur | Coureur            | Pays      | Équipe                | Temps       |
| 1er | Filippo Ganna      | Italie    | Ineos Grenadiers      | 15 min 32 s |
| 2e | Mads Pedersen      | Danemark  | Trek-Segafredo        | + 7 s       |
| 3e | Benjamin Thomas    | France    | Cofidis               | + 10 s      |
| 4e | Bauke Mollema      | Pays-Bas  | Trek-Segafredo        | + 11 s      |
| 5e | Thibault Guernalec | France    | Arkéa-Samsic          | + 18 s      |
| 6e | Alberto Bettiol    | Italie    | EF Education-EasyPost | + 19 s      |
| 7e | Pierre Latour      | France    | TotalEnergies         | + 19 s      |
| 8e | Jay Vine           | Australie | Alpecin-Fenix         | + 22 s      |
| 9e | Diego Ulissi       | Italie    | UAE Team Emirates     | + 23 s      |
| 10e | Antonio Tiberi     | Italie    | Trek-Segafredo        | + 23 s      |

## Classements finals

### Classement général
| \| Classement général \| Classement général \| Classement général \| Classement général \| Classement général \| \| Coureur \| Coureur \| Pays \| Équipe \| Temps \| \| ------------------ \| ------------------ \| ------------------ \| ---------------------- \| ------------------ \| \| 1er \| Benjamin Thomas \| France \| Cofidis \| 14 h 39 min 32 s \| \| 2e \| Alberto Bettiol \| Italie \| EF Education-EasyPost \| + 16 s \| \| 3e \| Tobias Johannessen \| Norvège \| Uno-X Pro Cycling Team \| + 32 s \| \| 4e \| Pierre Latour \| France \| TotalEnergies \| + 34 s \| \| 5e \| Mathieu Burgaudeau \| France \| TotalEnergies \| + 1 min 02 s \| \| 6e \| Diego Ulissi \| Italie \| UAE Team Emirates \| + 1 min 09 s \| \| 7e \| Connor Swift \| Royaume-Uni \| Arkéa-Samsic \| + 1 min 13 s \| \| 8e \| Thibault Guernalec \| France \| Arkéa-Samsic \| + 1 min 22 s \| \| 9e \| Toms Skujiņš \| Lettonie \| Trek-Segafredo \| + 1 min 48 s \| \| 10e \| Quentin Pacher \| France \| Groupama-FDJ \| + 1 min 56 s \| |                    |             |                        |                  |
| |                    |             |                        |                  |
| Source : ProCyclingStats |                    |             |                        |                  |
| Classement général |                    |             |                        |                  |
| Coureur | Coureur            | Pays        | Équipe                 | Temps            |
| 1er | Benjamin Thomas    | France      | Cofidis                | 14 h 39 min 32 s |
| 2e | Alberto Bettiol    | Italie      | EF Education-EasyPost  | + 16 s           |
| 3e | Tobias Johannessen | Norvège     | Uno-X Pro Cycling Team | + 32 s           |
| 4e | Pierre Latour      | France      | TotalEnergies          | + 34 s           |
| 5e | Mathieu Burgaudeau | France      | TotalEnergies          | + 1 min 02 s     |
| 6e | Diego Ulissi       | Italie      | UAE Team Emirates      | + 1 min 09 s     |
| 7e | Connor Swift       | Royaume-Uni | Arkéa-Samsic           | + 1 min 13 s     |
| 8e | Thibault Guernalec | France      | Arkéa-Samsic           | + 1 min 22 s     |
| 9e | Toms Skujiņš       | Lettonie    | Trek-Segafredo         | + 1 min 48 s     |
| 10e | Quentin Pacher     | France      | Groupama-FDJ           | + 1 min 56 s     |

### Classements annexes
| Classement par points | Classement par points | Classement par points | Classement par points  | Classement par points |
| Coureur               | Coureur               | Pays                  | Équipe                 | Points                |
| --------------------- | --------------------- | --------------------- | ---------------------- | --------------------- |
| 1er                   | Mads Pedersen         | Danemark              | Trek-Segafredo         | 65 pts                |
| 2e                    | Benjamin Thomas       | France                | Cofidis                | 64 pts                |
| 3e                    | Alberto Bettiol       | Italie                | EF Education-EasyPost  | 62 pts                |
| 4e                    | Tobias Johannessen    | Norvège               | Uno-X Pro Cycling Team | 58 pts                |
| 5e                    | Bryan Coquard         | France                | Cofidis                | 37 pts                |
| 6e                    | Pierre Latour         | France                | TotalEnergies          | 36 pts                |
| 7e                    | Filippo Ganna         | Italie                | Ineos Grenadiers       | 34 pts                |
| 8e                    | Clément Champoussin   | France                | AG2R Citroën Team      | 34 pts                |
| 9e                    | Jay Vine              | Australie             | Alpecin-Fenix          | 31 pts                |
| 10e                   | Hugo Hofstetter       | France                | Arkéa-Samsic           | 29 pts                |

| Classement par points | Classement par points | Classement par points | Classement par points  | Classement par points |
| Coureur               | Coureur               | Pays                  | Équipe                 | Points                |
| --------------------- | --------------------- | --------------------- | ---------------------- | --------------------- |
| 1er                   | Mads Pedersen         | Danemark              | Trek-Segafredo         | 65 pts                |
| 2e                    | Benjamin Thomas       | France                | Cofidis                | 64 pts                |
| 3e                    | Alberto Bettiol       | Italie                | EF Education-EasyPost  | 62 pts                |
| 4e                    | Tobias Johannessen    | Norvège               | Uno-X Pro Cycling Team | 58 pts                |
| 5e                    | Bryan Coquard         | France                | Cofidis                | 37 pts                |
| 6e                    | Pierre Latour         | France                | TotalEnergies          | 36 pts                |
| 7e                    | Filippo Ganna         | Italie                | Ineos Grenadiers       | 34 pts                |
| 8e                    | Clément Champoussin   | France                | AG2R Citroën Team      | 34 pts                |
| 9e                    | Jay Vine              | Australie             | Alpecin-Fenix          | 31 pts                |
| 10e                   | Hugo Hofstetter       | France                | Arkéa-Samsic           | 29 pts                |

| Classement de la montagne | Classement de la montagne | Classement de la montagne | Classement de la montagne          | Classement de la montagne |
| Coureur                   | Coureur                   | Pays                      | Équipe                             | Points                    |
| ------------------------- | ------------------------- | ------------------------- | ---------------------------------- | ------------------------- |
| 1er                       | Jay Vine                  | Australie                 | Alpecin-Fenix                      | 18 pts                    |
| 2e                        | Jérémy Cabot              | France                    | TotalEnergies                      | 18 pts                    |
| 3e                        | Tobias Johannessen        | Norvège                   | Uno-X Pro Cycling Team             | 14 pts                    |
| 4e                        | Magnus Sheffield          | États-Unis                | Ineos Grenadiers                   | 14 pts                    |
| 5e                        | Antonio Tiberi            | Italie                    | Trek-Segafredo                     | 14 pts                    |
| 6e                        | Bruno Armirail            | France                    | Groupama-FDJ                       | 12 pts                    |
| 7e                        | Samuele Zoccarato         | Italie                    | Bardiani CSF Faizanè               | 12 pts                    |
| 8e                        | Georg Zimmermann          | Allemagne                 | Intermarché-Wanty-Gobert Matériaux | 8 pts                     |
| 9e                        | Martí Márquez             | Espagne                   | Equipo Kern Pharma                 | 8 pts                     |
| 10e                       | Alexis Gougeard           | France                    | B&B Hotels-KTM                     | 7 pts                     |

| Classement de la montagne | Classement de la montagne | Classement de la montagne | Classement de la montagne          | Classement de la montagne |
| Coureur                   | Coureur                   | Pays                      | Équipe                             | Points                    |
| ------------------------- | ------------------------- | ------------------------- | ---------------------------------- | ------------------------- |
| 1er                       | Jay Vine                  | Australie                 | Alpecin-Fenix                      | 18 pts                    |
| 2e                        | Jérémy Cabot              | France                    | TotalEnergies                      | 18 pts                    |
| 3e                        | Tobias Johannessen        | Norvège                   | Uno-X Pro Cycling Team             | 14 pts                    |
| 4e                        | Magnus Sheffield          | États-Unis                | Ineos Grenadiers                   | 14 pts                    |
| 5e                        | Antonio Tiberi            | Italie                    | Trek-Segafredo                     | 14 pts                    |
| 6e                        | Bruno Armirail            | France                    | Groupama-FDJ                       | 12 pts                    |
| 7e                        | Samuele Zoccarato         | Italie                    | Bardiani CSF Faizanè               | 12 pts                    |
| 8e                        | Georg Zimmermann          | Allemagne                 | Intermarché-Wanty-Gobert Matériaux | 8 pts                     |
| 9e                        | Martí Márquez             | Espagne                   | Equipo Kern Pharma                 | 8 pts                     |
| 10e                       | Alexis Gougeard           | France                    | B&B Hotels-KTM                     | 7 pts                     |

| Classement du meilleur jeune | Classement du meilleur jeune | Classement du meilleur jeune | Classement du meilleur jeune | Classement du meilleur jeune |
| Coureur                      | Coureur                      | Pays                         | Équipe                       | Temps                        |
| ---------------------------- | ---------------------------- | ---------------------------- | ---------------------------- | ---------------------------- |
| 1er                          | Tobias Johannessen           | Norvège                      | Uno-X Pro Cycling Team       | 14 h 40 min 04 s             |
| 2e                           | Pau Miquel                   | Espagne                      | Equipo Kern Pharma           | + 5 min 02 s                 |
| 3e                           | Louis Barré                  | France                       | Team U Nantes Atlantique     | + 5 min 49 s                 |
| 4e                           | Paul Lapeira                 | France                       | AG2R Citroën Team            | + 5 min 56 s                 |
| 5e                           | Matîs Louvel                 | France                       | Arkéa-Samsic                 | + 6 min 14 s                 |
| 6e                           | Daniel Méndez                | Colombie                     | Equipo Kern Pharma           | + 6 min 40 s                 |
| 7e                           | Magnus Sheffield             | États-Unis                   | Ineos Grenadiers             | + 6 min 49 s                 |
| 8e                           | Corbin Strong                | Nouvelle-Zélande             | Israel-Premier Tech          | + 7 min 12 s                 |
| 9e                           | Arne Marit                   | Belgique                     | Sport Vlaanderen-Baloise     | + 9 min 36 s                 |
| 10e                          | Antonio Tiberi               | Italie                       | Trek-Segafredo               | + 10 min 15 s                |

| Classement du meilleur jeune | Classement du meilleur jeune | Classement du meilleur jeune | Classement du meilleur jeune | Classement du meilleur jeune |
| Coureur                      | Coureur                      | Pays                         | Équipe                       | Temps                        |
| ---------------------------- | ---------------------------- | ---------------------------- | ---------------------------- | ---------------------------- |
| 1er                          | Tobias Johannessen           | Norvège                      | Uno-X Pro Cycling Team       | 14 h 40 min 04 s             |
| 2e                           | Pau Miquel                   | Espagne                      | Equipo Kern Pharma           | + 5 min 02 s                 |
| 3e                           | Louis Barré                  | France                       | Team U Nantes Atlantique     | + 5 min 49 s                 |
| 4e                           | Paul Lapeira                 | France                       | AG2R Citroën Team            | + 5 min 56 s                 |
| 5e                           | Matîs Louvel                 | France                       | Arkéa-Samsic                 | + 6 min 14 s                 |
| 6e                           | Daniel Méndez                | Colombie                     | Equipo Kern Pharma           | + 6 min 40 s                 |
| 7e                           | Magnus Sheffield             | États-Unis                   | Ineos Grenadiers             | + 6 min 49 s                 |
| 8e                           | Corbin Strong                | Nouvelle-Zélande             | Israel-Premier Tech          | + 7 min 12 s                 |
| 9e                           | Arne Marit                   | Belgique                     | Sport Vlaanderen-Baloise     | + 9 min 36 s                 |
| 10e                          | Antonio Tiberi               | Italie                       | Trek-Segafredo               | + 10 min 15 s                |

| Classement par équipes | Classement par équipes | Classement par équipes | Classement par équipes |
| Équipe                 | Équipe                 | Pays                   | Temps                  |
| ---------------------- | ---------------------- | ---------------------- | ---------------------- |
| 1re                    | TotalEnergies          | France                 | 44 h 02 min 28 s       |
| 2e                     | Trek-Segafredo         | États-Unis             | + 13 s                 |
| 3e                     | Cofidis                | France                 | + 1 min 02 s           |
| 4e                     | Arkéa-Samsic           | France                 | + 1 min 02 s           |
| 5e                     | Groupama-FDJ           | France                 | + 1 min 33 s           |

| Classement par équipes | Classement par équipes | Classement par équipes | Classement par équipes |
| Équipe                 | Équipe                 | Pays                   | Temps                  |
| ---------------------- | ---------------------- | ---------------------- | ---------------------- |
| 1re                    | TotalEnergies          | France                 | 44 h 02 min 28 s       |
| 2e                     | Trek-Segafredo         | États-Unis             | + 13 s                 |
| 3e                     | Cofidis                | France                 | + 1 min 02 s           |
| 4e                     | Arkéa-Samsic           | France                 | + 1 min 02 s           |
| 5e                     | Groupama-FDJ           | France                 | + 1 min 33 s           |

## Classements UCI
La course attribue des points aux coureurs pour le Classement mondial UCI 2022 selon le barème suivant :
| Position           | 1er | 2e | 3e | 4e | 5e | 6e | 7e | 8e | 9e | 10e | 11e | 12e | 13e à 15e | 16e à 25e |
| Classement général | 125 | 85 | 70 | 60 | 50 | 40 | 35 | 30 | 25 | 20  | 15  | 10  | 5         | 3         |
| Par étapes         | 14  | 5  | 3  |    |    |    |    |    |    |     |     |     |           |           |
| Leader             | 3   |    |    |    |    |    |    |    |    |     |     |     |           |           |

## Évolution des classements
| Étape              | Vainqueur                  | Classement général | Classement de la montagne | Classement par points      | Classement des jeunes      | Classement par équipes |
| ------------------ | -------------------------- | ------------------ | ------------------------- | -------------------------- | -------------------------- | ---------------------- |
| 1                  | Mads Pedersen              | Mads Pedersen      | Matis Louvel              | Mads Pedersen              | Arne Marit                 | TotalEnergies          |
| 2                  | Bryan Coquard              | Mads Pedersen      | Martí Márquez             | Mads Pedersen              | Tobias Halland Johannessen | TotalEnergies          |
| 3                  | Benjamin Thomas            | Benjamin Thomas    | Jérémy Cabot              | Alberto Bettiol            | Tobias Halland Johannessen | TotalEnergies          |
| 4                  | Tobias Halland Johannessen | Benjamin Thomas    | Jérémy Cabot              | Tobias Halland Johannessen | Tobias Halland Johannessen | TotalEnergies          |
| 5                  | Filippo Ganna              | Benjamin Thomas    | Jay Vine                  | Mads Pedersen              | Tobias Halland Johannessen | TotalEnergies          |
| Classements finaux | Classements finaux         | Benjamin Thomas    | Jay Vine                  | Mads Pedersen              | Tobias Halland Johannessen | TotalEnergies          |

## Liste des participants
| Ineos Grenadiers IGD | Ineos Grenadiers IGD   | Ineos Grenadiers IGD |
| -------------------- | ---------------------- | -------------------- |
| Num                  | Coureur                | Pos                  |
| 1                    | Magnus Sheffield (USA) | 31e                  |
| 2                    | Richard Carapaz (ECU)  | NP-5                 |
| 3                    | Laurens De Plus (BEL)  | 110e                 |
| 4                    | Filippo Ganna (ITA)    | 85e                  |
| 5                    | Eddie Dunbar (IRL)     | 91e                  |
| 6                    | Kim Heiduk (GER)       | 114e                 |
| 7                    | Ben Tulett (GBR)       | 111e                 |

| AG2R Citroën Team ACT | AG2R Citroën Team ACT     | AG2R Citroën Team ACT |
| --------------------- | ------------------------- | --------------------- |
| Num                   | Coureur                   | Pos                   |
| 11                    | Greg Van Avermaet (BEL)   | 27e                   |
| 12                    | Mikaël Cherel (FRA)       | 67e                   |
| 13                    | Lilian Calmejane (FRA)    | 14e                   |
| 14                    | Clément Champoussin (FRA) | 40e                   |
| 15                    | Lawrence Warbasse (USA)   | 20e                   |
| 16                    | Paul Lapeira (FRA)        | 26e                   |
| 17                    | Antoine Raugel (FRA)      | 48e                   |

| Trek-Segafredo TFS | Trek-Segafredo TFS      | Trek-Segafredo TFS |
| ------------------ | ----------------------- | ------------------ |
| Num                | Coureur                 | Pos                |
| 21                 | Tony Gallopin (FRA)     | 78e                |
| 22                 | Toms Skujiņš (LAT)      | 9e                 |
| 23                 | Alex Kirsch (LUX)       | 90e                |
| 24                 | Bauke Mollema (NED)     | 50e                |
| 25                 | Antonio Tiberi (ITA)    | 44e                |
| 26                 | Mads Pedersen (DEN)     | 37e                |
| 27                 | Filippo Baroncini (ITA) | 92e                |

| UAE Team Emirates UAD | UAE Team Emirates UAD      | UAE Team Emirates UAD |
| --------------------- | -------------------------- | --------------------- |
| Num                   | Coureur                    | Pos                   |
| 31                    | Pascal Ackermann (GER)     | 118e                  |
| 32                    | Alexys Brunel (FRA)        | 94e                   |
| 33                    | Alessandro Covi (ITA)      | 36e                   |
| 34                    | Vegard Stake Laengen (NOR) | AB-3                  |
| 35                    | Ivo Oliveira (POR)         | 122e                  |
| 36                    | Joël Suter (SUI)           | 103e                  |
| 37                    | Diego Ulissi (ITA)         | 6e                    |

| Groupama-FDJ GFC | Groupama-FDJ GFC            | Groupama-FDJ GFC |
| ---------------- | --------------------------- | ---------------- |
| Num              | Coureur                     | Pos              |
| 41               | Thibaut Pinot (FRA)         | 11e              |
| 42               | Bruno Armirail (FRA)        | 84e              |
| 43               | Antoine Duchesne (CAN)      | 43e              |
| 44               | Matthieu Ladagnous (FRA)    | 47e              |
| 45               | Tobias Ludvigsson (SWE)     | 45e              |
| 46               | Sébastien Reichenbach (SUI) | 13e              |
| 47               | Quentin Pacher (FRA)        | 10e              |

| Intermarché-Wanty-Gobert Matériaux IWG | Intermarché-Wanty-Gobert Matériaux IWG | Intermarché-Wanty-Gobert Matériaux IWG |
| -------------------------------------- | -------------------------------------- | -------------------------------------- |
| Num                                    | Coureur                                | Pos                                    |
| 51                                     | Aimé De Gendt (BEL)                    | 64e                                    |
| 52                                     | Théo Delacroix (FRA)                   | 75e                                    |
| 53                                     | Julius Johansen (DEN)                  | NP-4                                   |
| 54                                     | Simone Petilli (ITA)                   | 62e                                    |
| 55                                     | Gerben Thijssen (BEL)                  | 100e                                   |
| 56                                     | Boy van Poppel (NED)                   | 106e                                   |
| 57                                     | Georg Zimmermann (GER)                 | 73e                                    |

| EF Education-EasyPost EFE | EF Education-EasyPost EFE | EF Education-EasyPost EFE |
| ------------------------- | ------------------------- | ------------------------- |
| Num                       | Coureur                   | Pos                       |
| 61                        | Alberto Bettiol (ITA)     | 2e                        |
| 62                        | Owain Doull (GBR)         | 77e                       |
| 63                        | Jens Keukeleire (BEL)     | 66e                       |
| 64                        | Magnus Cort Nielsen (DEN) | 96e                       |
| 65                        | Thomas Scully (NZL)       | 116e                      |
| 66                        | Michael Valgren (DEN)     | 60e                       |
| 67                        | Łukasz Wiśniowski (POL)   | 89e                       |

| Cofidis COF | Cofidis COF              | Cofidis COF |
| ----------- | ------------------------ | ----------- |
| Num         | Coureur                  | Pos         |
| 71          | Bryan Coquard (FRA)      | 17e         |
| 72          | Jesús Herrada (ESP)      | 15e         |
| 73          | Alexandre Delettre (FRA) | 68e         |
| 74          | José Herrada (ESP)       | 76e         |
| 75          | Rémy Rochas (FRA)        | 49e         |
| 76          | Benjamin Thomas (FRA)    | 1er         |
| 77          | Piet Allegaert (BEL)     | 63e         |

| Israel-Premier Tech IPT | Israel-Premier Tech IPT | Israel-Premier Tech IPT |
| ----------------------- | ----------------------- | ----------------------- |
| Num                     | Coureur                 | Pos                     |
| 81                      | Guillaume Boivin (CAN)  | AB-1                    |
| 82                      | Itamar Einhorn (ISR)    | AB-3                    |
| 83                      | Hugo Houle (CAN)        | 12e                     |
| 84                      | Daryl Impey (RSA)       | 70e                     |
| 85                      | Taj Jones (AUS)         | 123e                    |
| 86                      | Guy Sagiv (ISR)         | 95e                     |
| 87                      | Corbin Strong (NZL)     | 33e                     |

| B&B Hotels-KTM BBK | B&B Hotels-KTM BBK          | B&B Hotels-KTM BBK |
| ------------------ | --------------------------- | ------------------ |
| Num                | Coureur                     | Pos                |
| 91                 | Raphaël Parisella (CAN)     | 104e               |
| 92                 | Thibault Ferasse (FRA)      | 38e                |
| 93                 | Alexis Gougeard (FRA)       | 102e               |
| 94                 | Miguel Heidemann (GER)      | 86e                |
| 95                 | Quentin Jauregui (FRA)      | 34e                |
| 96                 | Victor Koretzky (FRA)       | 42e                |
| 97                 | Sebastian Schönberger (AUT) | 32e                |

| Alpecin-Fenix AFC | Alpecin-Fenix AFC              | Alpecin-Fenix AFC |
| ----------------- | ------------------------------ | ----------------- |
| Num               | Coureur                        | Pos               |
| 101               | Dries De Bondt (BEL)           | 115e              |
| 102               | Julien Vermote (BEL)           | AB-4              |
| 103               | Jay Vine (AUS)                 | 83e               |
| 104               | Guillaume Van Keirsbulck (BEL) | 82e               |
| 105               | Kristian Sbaragli (ITA)        | 80e               |
| 106               | Samuel Gaze (NZL)              | 46e               |
| 107               | Ayco Bastiaens (BEL)           | 87e               |

| TotalEnergies TEN | TotalEnergies TEN          | TotalEnergies TEN |
| ----------------- | -------------------------- | ----------------- |
| Num               | Coureur                    | Pos               |
| 111               | Edvald Boasson Hagen (NOR) | 16e               |
| 112               | Mathieu Burgaudeau (FRA)   | 5e                |
| 113               | Jérémy Cabot (FRA)         | 56e               |
| 114               | Fabien Doubey (FRA)        | 18e               |
| 115               | Pierre Latour (FRA)        | 4e                |
| 116               | Christopher Lawless (GBR)  | 120e              |
| 117               | Geoffrey Soupe (FRA)       | 52e               |

| Sport Vlaanderen-Baloise SVB | Sport Vlaanderen-Baloise SVB | Sport Vlaanderen-Baloise SVB |
| ---------------------------- | ---------------------------- | ---------------------------- |
| Num                          | Coureur                      | Pos                          |
| 121                          | Lindsay De Vylder (BEL)      | 35e                          |
| 122                          | Alex Colman (BEL)            | AB-3                         |
| 123                          | Arne Marit (BEL)             | 41e                          |
| 124                          | Jens Reynders (BEL)          | 79e                          |
| 125                          | Aaron Van Poucke (BEL)       | NP-3                         |
| 126                          | Kenneth Van Rooy (BEL)       | NP-3                         |
| 127                          | Ward Vanhoof (BEL)           | 54e                          |

| Arkéa-Samsic ARK | Arkéa-Samsic ARK         | Arkéa-Samsic ARK |
| ---------------- | ------------------------ | ---------------- |
| Num              | Coureur                  | Pos              |
| 131              | Thibault Guernalec (FRA) | 8e               |
| 132              | Hugo Hofstetter (FRA)    | 51e              |
| 133              | Matîs Louvel (FRA)       | 29e              |
| 134              | Alan Riou (FRA)          | 72e              |
| 135              | Alessandro Verre (ITA)   | 58e              |
| 136              | Clément Russo (FRA)      | 57e              |
| 137              | Connor Swift (GBR)       | 7e               |

| Uno-X Pro Cycling Team UXT | Uno-X Pro Cycling Team UXT  | Uno-X Pro Cycling Team UXT |
| -------------------------- | --------------------------- | -------------------------- |
| Num                        | Coureur                     | Pos                        |
| 141                        | Rasmus Tiller (NOR)         | 65e                        |
| 142                        | Anders Skaarseth (NOR)      | 59e                        |
| 143                        | Kristoffer Halvorsen (NOR)  | 88e                        |
| 144                        | Morten Hulgaard (DEN)       | 101e                       |
| 145                        | Erik Nordsæter Resell (NOR) | 53e                        |
| 146                        | Tobias Johannessen (NOR)    | 3e                         |
| 147                        | Jonas Gregaard Wilsly (DEN) | NP-4                       |

| Equipo Kern Pharma EKP | Equipo Kern Pharma EKP   | Equipo Kern Pharma EKP |
| ---------------------- | ------------------------ | ---------------------- |
| Num                    | Coureur                  | Pos                    |
| 151                    | Francisco Galván (ESP)   | 24e                    |
| 152                    | Martí Márquez (ESP)      | 109e                   |
| 153                    | Danny van der Tuuk (NED) | 61e                    |
| 154                    | Daniel Méndez (COL)      | 30e                    |
| 155                    | Ibon Ruiz (ESP)          | 81e                    |
| 156                    | Eugenio Sánchez (ESP)    | 55e                    |
| 157                    | Pau Miquel (ESP)         | 22e                    |

| Bingoal Pauwels Sauces WB BWB | Bingoal Pauwels Sauces WB BWB | Bingoal Pauwels Sauces WB BWB |
| ----------------------------- | ----------------------------- | ----------------------------- |
| Num                           | Coureur                       | Pos                           |
| 161                           | Louis Blouwe (BEL)            | NP-5                          |
| 162                           | Cériel Desal (BEL)            | NP-4                          |
| 163                           | Rémy Mertz (BEL)              | 21e                           |
| 164                           | Milan Menten (BEL)            | NP-5                          |
| 165                           | Tom Paquot (BEL)              | 117e                          |
| 166                           | Karl Patrick Lauk (EST)       | 108e                          |
| 167                           | Luc Wirtgen (LUX)             | 23e                           |

| Bardiani CSF Faizanè BCF | Bardiani CSF Faizanè BCF     | Bardiani CSF Faizanè BCF |
| ------------------------ | ---------------------------- | ------------------------ |
| Num                      | Coureur                      | Pos                      |
| 171                      | Enrico Battaglin (ITA)       | NP-3                     |
| 172                      | Luca Colnaghi (ITA)          | HD-5                     |
| 173                      | Filippo Fiorelli (ITA)       | AB-3                     |
| 174                      | Fabio Mazzucco (ITA)         | HD-5                     |
| 175                      | Sacha Modolo (ITA)           | NP-3                     |
| 176                      | Alessandro Santaromita (ITA) | HD-5                     |
| 177                      | Samuele Zoccarato (ITA)      | 19e                      |

| Saint Michel-Auber 93 AUB | Saint Michel-Auber 93 AUB  | Saint Michel-Auber 93 AUB |
| ------------------------- | -------------------------- | ------------------------- |
| Num                       | Coureur                    | Pos                       |
| 181                       | Romain Cardis (FRA)        | AB-1                      |
| 182                       | Tony Hurel (FRA)           | 112e                      |
| 183                       | Nicolas Debeaumarché (FRA) | 28e                       |
| 184                       | Anthony Maldonado (FRA)    | HD-5                      |
| 185                       | Yoann Paillot (FRA)        | 69e                       |
| 186                       | Flavien Maurelet (FRA)     | HD-5                      |
| 187                       | Morne van Niekerk (RSA)    | 98e                       |

| Go Sport-Roubaix Lille Métropole GRL | Go Sport-Roubaix Lille Métropole GRL | Go Sport-Roubaix Lille Métropole GRL |
| ------------------------------------ | ------------------------------------ | ------------------------------------ |
| Num                                  | Coureur                              | Pos                                  |
| 191                                  | Thomas Boudat (FRA)                  | 99e                                  |
| 192                                  | Clément Carisey (FRA)                | 97e                                  |
| 193                                  | Thomas Denis (FRA)                   | 121e                                 |
| 194                                  | Samuel Leroux (FRA)                  | 105e                                 |
| 195                                  | Evaldas Šiškevičius (LTU)            | 93e                                  |
| 196                                  | Norman Vahtra (EST)                  | 119e                                 |
| 197                                  | Maxime Jarnet (FRA)                  | 39e                                  |

| Team U Nantes Atlantique 194 | Team U Nantes Atlantique 194 | Team U Nantes Atlantique 194 |
| ---------------------------- | ---------------------------- | ---------------------------- |
| Num                          | Coureur                      | Pos                          |
| 201                          | Louis Barré (FRA)            | 25e                          |
| 202                          | Yaël Joalland (FRA)          | AB-4                         |
| 203                          | Maël Guégan (FRA)            | 74e                          |
| 204                          | Jordan Jegat (FRA)           | AB-3                         |
| 205                          | Mathias Le Turnier (FRA)     | 113e                         |
| 206                          | Emmanuel Morin (FRA)         | 71e                          |
| 207                          | Tom Paquet (LUX)             | 107e                         |

| Ineos Grenadiers IGD | Ineos Grenadiers IGD   | Ineos Grenadiers IGD |
| -------------------- | ---------------------- | -------------------- |
| Num                  | Coureur                | Pos                  |
| 1                    | Magnus Sheffield (USA) | 31e                  |
| 2                    | Richard Carapaz (ECU)  | NP-5                 |
| 3                    | Laurens De Plus (BEL)  | 110e                 |
| 4                    | Filippo Ganna (ITA)    | 85e                  |
| 5                    | Eddie Dunbar (IRL)     | 91e                  |
| 6                    | Kim Heiduk (GER)       | 114e                 |
| 7                    | Ben Tulett (GBR)       | 111e                 |

| AG2R Citroën Team ACT | AG2R Citroën Team ACT     | AG2R Citroën Team ACT |
| --------------------- | ------------------------- | --------------------- |
| Num                   | Coureur                   | Pos                   |
| 11                    | Greg Van Avermaet (BEL)   | 27e                   |
| 12                    | Mikaël Cherel (FRA)       | 67e                   |
| 13                    | Lilian Calmejane (FRA)    | 14e                   |
| 14                    | Clément Champoussin (FRA) | 40e                   |
| 15                    | Lawrence Warbasse (USA)   | 20e                   |
| 16                    | Paul Lapeira (FRA)        | 26e                   |
| 17                    | Antoine Raugel (FRA)      | 48e                   |

| Trek-Segafredo TFS | Trek-Segafredo TFS      | Trek-Segafredo TFS |
| ------------------ | ----------------------- | ------------------ |
| Num                | Coureur                 | Pos                |
| 21                 | Tony Gallopin (FRA)     | 78e                |
| 22                 | Toms Skujiņš (LAT)      | 9e                 |
| 23                 | Alex Kirsch (LUX)       | 90e                |
| 24                 | Bauke Mollema (NED)     | 50e                |
| 25                 | Antonio Tiberi (ITA)    | 44e                |
| 26                 | Mads Pedersen (DEN)     | 37e                |
| 27                 | Filippo Baroncini (ITA) | 92e                |

| UAE Team Emirates UAD | UAE Team Emirates UAD      | UAE Team Emirates UAD |
| --------------------- | -------------------------- | --------------------- |
| Num                   | Coureur                    | Pos                   |
| 31                    | Pascal Ackermann (GER)     | 118e                  |
| 32                    | Alexys Brunel (FRA)        | 94e                   |
| 33                    | Alessandro Covi (ITA)      | 36e                   |
| 34                    | Vegard Stake Laengen (NOR) | AB-3                  |
| 35                    | Ivo Oliveira (POR)         | 122e                  |
| 36                    | Joël Suter (SUI)           | 103e                  |
| 37                    | Diego Ulissi (ITA)         | 6e                    |

| Groupama-FDJ GFC | Groupama-FDJ GFC            | Groupama-FDJ GFC |
| ---------------- | --------------------------- | ---------------- |
| Num              | Coureur                     | Pos              |
| 41               | Thibaut Pinot (FRA)         | 11e              |
| 42               | Bruno Armirail (FRA)        | 84e              |
| 43               | Antoine Duchesne (CAN)      | 43e              |
| 44               | Matthieu Ladagnous (FRA)    | 47e              |
| 45               | Tobias Ludvigsson (SWE)     | 45e              |
| 46               | Sébastien Reichenbach (SUI) | 13e              |
| 47               | Quentin Pacher (FRA)        | 10e              |

| Intermarché-Wanty-Gobert Matériaux IWG | Intermarché-Wanty-Gobert Matériaux IWG | Intermarché-Wanty-Gobert Matériaux IWG |
| -------------------------------------- | -------------------------------------- | -------------------------------------- |
| Num                                    | Coureur                                | Pos                                    |
| 51                                     | Aimé De Gendt (BEL)                    | 64e                                    |
| 52                                     | Théo Delacroix (FRA)                   | 75e                                    |
| 53                                     | Julius Johansen (DEN)                  | NP-4                                   |
| 54                                     | Simone Petilli (ITA)                   | 62e                                    |
| 55                                     | Gerben Thijssen (BEL)                  | 100e                                   |
| 56                                     | Boy van Poppel (NED)                   | 106e                                   |
| 57                                     | Georg Zimmermann (GER)                 | 73e                                    |

| EF Education-EasyPost EFE | EF Education-EasyPost EFE | EF Education-EasyPost EFE |
| ------------------------- | ------------------------- | ------------------------- |
| Num                       | Coureur                   | Pos                       |
| 61                        | Alberto Bettiol (ITA)     | 2e                        |
| 62                        | Owain Doull (GBR)         | 77e                       |
| 63                        | Jens Keukeleire (BEL)     | 66e                       |
| 64                        | Magnus Cort Nielsen (DEN) | 96e                       |
| 65                        | Thomas Scully (NZL)       | 116e                      |
| 66                        | Michael Valgren (DEN)     | 60e                       |
| 67                        | Łukasz Wiśniowski (POL)   | 89e                       |

| Cofidis COF | Cofidis COF              | Cofidis COF |
| ----------- | ------------------------ | ----------- |
| Num         | Coureur                  | Pos         |
| 71          | Bryan Coquard (FRA)      | 17e         |
| 72          | Jesús Herrada (ESP)      | 15e         |
| 73          | Alexandre Delettre (FRA) | 68e         |
| 74          | José Herrada (ESP)       | 76e         |
| 75          | Rémy Rochas (FRA)        | 49e         |
| 76          | Benjamin Thomas (FRA)    | 1er         |
| 77          | Piet Allegaert (BEL)     | 63e         |

| Israel-Premier Tech IPT | Israel-Premier Tech IPT | Israel-Premier Tech IPT |
| ----------------------- | ----------------------- | ----------------------- |
| Num                     | Coureur                 | Pos                     |
| 81                      | Guillaume Boivin (CAN)  | AB-1                    |
| 82                      | Itamar Einhorn (ISR)    | AB-3                    |
| 83                      | Hugo Houle (CAN)        | 12e                     |
| 84                      | Daryl Impey (RSA)       | 70e                     |
| 85                      | Taj Jones (AUS)         | 123e                    |
| 86                      | Guy Sagiv (ISR)         | 95e                     |
| 87                      | Corbin Strong (NZL)     | 33e                     |

| B&B Hotels-KTM BBK | B&B Hotels-KTM BBK          | B&B Hotels-KTM BBK |
| ------------------ | --------------------------- | ------------------ |
| Num                | Coureur                     | Pos                |
| 91                 | Raphaël Parisella (CAN)     | 104e               |
| 92                 | Thibault Ferasse (FRA)      | 38e                |
| 93                 | Alexis Gougeard (FRA)       | 102e               |
| 94                 | Miguel Heidemann (GER)      | 86e                |
| 95                 | Quentin Jauregui (FRA)      | 34e                |
| 96                 | Victor Koretzky (FRA)       | 42e                |
| 97                 | Sebastian Schönberger (AUT) | 32e                |

| Alpecin-Fenix AFC | Alpecin-Fenix AFC              | Alpecin-Fenix AFC |
| ----------------- | ------------------------------ | ----------------- |
| Num               | Coureur                        | Pos               |
| 101               | Dries De Bondt (BEL)           | 115e              |
| 102               | Julien Vermote (BEL)           | AB-4              |
| 103               | Jay Vine (AUS)                 | 83e               |
| 104               | Guillaume Van Keirsbulck (BEL) | 82e               |
| 105               | Kristian Sbaragli (ITA)        | 80e               |
| 106               | Samuel Gaze (NZL)              | 46e               |
| 107               | Ayco Bastiaens (BEL)           | 87e               |

| TotalEnergies TEN | TotalEnergies TEN          | TotalEnergies TEN |
| ----------------- | -------------------------- | ----------------- |
| Num               | Coureur                    | Pos               |
| 111               | Edvald Boasson Hagen (NOR) | 16e               |
| 112               | Mathieu Burgaudeau (FRA)   | 5e                |
| 113               | Jérémy Cabot (FRA)         | 56e               |
| 114               | Fabien Doubey (FRA)        | 18e               |
| 115               | Pierre Latour (FRA)        | 4e                |
| 116               | Christopher Lawless (GBR)  | 120e              |
| 117               | Geoffrey Soupe (FRA)       | 52e               |

| Sport Vlaanderen-Baloise SVB | Sport Vlaanderen-Baloise SVB | Sport Vlaanderen-Baloise SVB |
| ---------------------------- | ---------------------------- | ---------------------------- |
| Num                          | Coureur                      | Pos                          |
| 121                          | Lindsay De Vylder (BEL)      | 35e                          |
| 122                          | Alex Colman (BEL)            | AB-3                         |
| 123                          | Arne Marit (BEL)             | 41e                          |
| 124                          | Jens Reynders (BEL)          | 79e                          |
| 125                          | Aaron Van Poucke (BEL)       | NP-3                         |
| 126                          | Kenneth Van Rooy (BEL)       | NP-3                         |
| 127                          | Ward Vanhoof (BEL)           | 54e                          |

| Arkéa-Samsic ARK | Arkéa-Samsic ARK         | Arkéa-Samsic ARK |
| ---------------- | ------------------------ | ---------------- |
| Num              | Coureur                  | Pos              |
| 131              | Thibault Guernalec (FRA) | 8e               |
| 132              | Hugo Hofstetter (FRA)    | 51e              |
| 133              | Matîs Louvel (FRA)       | 29e              |
| 134              | Alan Riou (FRA)          | 72e              |
| 135              | Alessandro Verre (ITA)   | 58e              |
| 136              | Clément Russo (FRA)      | 57e              |
| 137              | Connor Swift (GBR)       | 7e               |

| Uno-X Pro Cycling Team UXT | Uno-X Pro Cycling Team UXT  | Uno-X Pro Cycling Team UXT |
| -------------------------- | --------------------------- | -------------------------- |
| Num                        | Coureur                     | Pos                        |
| 141                        | Rasmus Tiller (NOR)         | 65e                        |
| 142                        | Anders Skaarseth (NOR)      | 59e                        |
| 143                        | Kristoffer Halvorsen (NOR)  | 88e                        |
| 144                        | Morten Hulgaard (DEN)       | 101e                       |
| 145                        | Erik Nordsæter Resell (NOR) | 53e                        |
| 146                        | Tobias Johannessen (NOR)    | 3e                         |
| 147                        | Jonas Gregaard Wilsly (DEN) | NP-4                       |

| Equipo Kern Pharma EKP | Equipo Kern Pharma EKP   | Equipo Kern Pharma EKP |
| ---------------------- | ------------------------ | ---------------------- |
| Num                    | Coureur                  | Pos                    |
| 151                    | Francisco Galván (ESP)   | 24e                    |
| 152                    | Martí Márquez (ESP)      | 109e                   |
| 153                    | Danny van der Tuuk (NED) | 61e                    |
| 154                    | Daniel Méndez (COL)      | 30e                    |
| 155                    | Ibon Ruiz (ESP)          | 81e                    |
| 156                    | Eugenio Sánchez (ESP)    | 55e                    |
| 157                    | Pau Miquel (ESP)         | 22e                    |

| Bingoal Pauwels Sauces WB BWB | Bingoal Pauwels Sauces WB BWB | Bingoal Pauwels Sauces WB BWB |
| ----------------------------- | ----------------------------- | ----------------------------- |
| Num                           | Coureur                       | Pos                           |
| 161                           | Louis Blouwe (BEL)            | NP-5                          |
| 162                           | Cériel Desal (BEL)            | NP-4                          |
| 163                           | Rémy Mertz (BEL)              | 21e                           |
| 164                           | Milan Menten (BEL)            | NP-5                          |
| 165                           | Tom Paquot (BEL)              | 117e                          |
| 166                           | Karl Patrick Lauk (EST)       | 108e                          |
| 167                           | Luc Wirtgen (LUX)             | 23e                           |

| Bardiani CSF Faizanè BCF | Bardiani CSF Faizanè BCF     | Bardiani CSF Faizanè BCF |
| ------------------------ | ---------------------------- | ------------------------ |
| Num                      | Coureur                      | Pos                      |
| 171                      | Enrico Battaglin (ITA)       | NP-3                     |
| 172                      | Luca Colnaghi (ITA)          | HD-5                     |
| 173                      | Filippo Fiorelli (ITA)       | AB-3                     |
| 174                      | Fabio Mazzucco (ITA)         | HD-5                     |
| 175                      | Sacha Modolo (ITA)           | NP-3                     |
| 176                      | Alessandro Santaromita (ITA) | HD-5                     |
| 177                      | Samuele Zoccarato (ITA)      | 19e                      |

| Saint Michel-Auber 93 AUB | Saint Michel-Auber 93 AUB  | Saint Michel-Auber 93 AUB |
| ------------------------- | -------------------------- | ------------------------- |
| Num                       | Coureur                    | Pos                       |
| 181                       | Romain Cardis (FRA)        | AB-1                      |
| 182                       | Tony Hurel (FRA)           | 112e                      |
| 183                       | Nicolas Debeaumarché (FRA) | 28e                       |
| 184                       | Anthony Maldonado (FRA)    | HD-5                      |
| 185                       | Yoann Paillot (FRA)        | 69e                       |
| 186                       | Flavien Maurelet (FRA)     | HD-5                      |
| 187                       | Morne van Niekerk (RSA)    | 98e                       |

| Go Sport-Roubaix Lille Métropole GRL | Go Sport-Roubaix Lille Métropole GRL | Go Sport-Roubaix Lille Métropole GRL |
| ------------------------------------ | ------------------------------------ | ------------------------------------ |
| Num                                  | Coureur                              | Pos                                  |
| 191                                  | Thomas Boudat (FRA)                  | 99e                                  |
| 192                                  | Clément Carisey (FRA)                | 97e                                  |
| 193                                  | Thomas Denis (FRA)                   | 121e                                 |
| 194                                  | Samuel Leroux (FRA)                  | 105e                                 |
| 195                                  | Evaldas Šiškevičius (LTU)            | 93e                                  |
| 196                                  | Norman Vahtra (EST)                  | 119e                                 |
| 197                                  | Maxime Jarnet (FRA)                  | 39e                                  |

| Team U Nantes Atlantique 194 | Team U Nantes Atlantique 194 | Team U Nantes Atlantique 194 |
| ---------------------------- | ---------------------------- | ---------------------------- |
| Num                          | Coureur                      | Pos                          |
| 201                          | Louis Barré (FRA)            | 25e                          |
| 202                          | Yaël Joalland (FRA)          | AB-4                         |
| 203                          | Maël Guégan (FRA)            | 74e                          |
| 204                          | Jordan Jegat (FRA)           | AB-3                         |
| 205                          | Mathias Le Turnier (FRA)     | 113e                         |
| 206                          | Emmanuel Morin (FRA)         | 71e                          |
| 207                          | Tom Paquet (LUX)             | 107e                         |